# The Project Hate MCMXCIX
The Project Hate MCMXCIX est un groupe de death metal suédois, originaire d'Örebro. Fortement influencé par le metal industriel, le groupe compte un total de neuf albums à son actif, et est actuellement signé au label Season of Mist.

## Biographie
The Project Hate MCMXCIX (TPH) est formé en 1998 par les amis de longue date Lord K Philipson (ex-Leukemia, House of Usher, Lame, Toolshed, Torture Division, et ancien membre de tournée pour Candlemass, Vomitory, Dark Funeral et Grave) et Jörgen Sandström (ex-Vicious Art, Krux, Entombed, Grave, Torture Division et membre de tournée pour Candlemass, Misery Loves Co, et Kongh). TPH enregistre une démo trois titres à la fin de 1998, produite par Dan Swanö et qui fait participer le chanteur d'Entombed A.D., Lars Göran Petrov. La démo est envoyée à quatre labels et le groupe signe dès 1999 au label Massacre Records, faisant de cette année la date officielle du début des activités.
En 1998, le groupe enregistre un projet conçu par Philipson, Deadmarch: Initiation of Blasphemy, mais l'album ne verra jamais le jour. Il est alors masterisé par Dan Swanö, et publié au label Vic Records, le 30 novembre 2009. À la fin de 1999, The Project Hate enregistre son premier album, Cybersonic Superchrist, publié en 2000. Pour les enregistrements, Mia Ståhl rejoint le groupe au chant. Malgré l'accueil positif de la presse spécialisée, l'album n'est pas un succès commercial, par manque de distribution. L'année suivante, le groupe enregistre son deuxième album, When We Are Done, Your Flesh Will Be Ours, aux Soundlab Studios de Mieszko Talarczyk. Il est publié en 2001, mais, comme son prédécesseur, ne rencontre pas le succès commercial.
En 2002, Petter S. Freed de 2 Ton Predator se joint comme guitariste de tournée, et devient plus tard membre permanent. Aussi, Mia Ståhl est renvoyée et remplacée par Jonna Enckell. Plus tard la même année, le groupe se sépare de Massacre Records et signe avec Threeman Recordings. Un album live est enregistré à Helsinki, en Finlande, sous le titre Killing Hellsinki, et publié en avril 2003. Le groupe retourne après aux Soundlab Studios, et Mieszko Talarczyk enregistre Hate, Dominate, Congregate, Eliminate.
Au début de 2005, le groupe enregistre son quatrième album, Armageddon March Eternal - Symphonies of Slit Wrists, avec Dan Swanö. Michael Håkansson d'Evergrey se joint au groupe à la basse de session, puis comme membre à plein temps. Armageddon March Eternal est publié par Threeman Recordings en octobre 2005. En 2006, le groupe quitte son label puis signe avec le label StormVox.Le groupe ajoute le batteur Daniel Moilanen pour son futur album. Le cinquième album, In Hora Mortis Nostræ, est publié en septembre 2007.  En juillet 2009, le groupe enregistre son sixième album, The Lustrate Process, chez Vic Records.
2010 assiste à des changements dans le groupe, Jo Enckell quittant le groupe et étant remplacée par Ruby Roque (ex-Witchbreed). Le bassiste Michael Håkansson annonce aussi son départ et l'impossibilité de participer à l'enregistrement de l'album The Lustrate Process. À cette période, c'est Lord K Philipson qui endosse la basse. Un troisième membre, le batteur Thomas Ohlsson, est remplacé par Tobias « Tobben » Gustafsson (ex-Vomitory/Torture Division). 2014 assiste à d'autres changements au sein de The Project Hate. Le départ de Ruby Roque est annoncé, et il sera remplacé par Dirk Verbeuren à la batterie. Leur nouvelle chanteuse est Ellinor Asp.
Le nouvel album de TPH, Of Chaos and Carnal Pleasures, est annoncé pour janvier 2017.

## Membres

### Membres actuels
- Lord K Philipson – guitare, basse, claviers, programmation, chœurs (depuis 1998)
- Jörgen Sandström – chant (depuis 1998)
- Ellinor Asp – chant féminin (depuis 2014)
- Dirk Verbeuren - batterie (depuis 2014)
- Lasse Johansson – guitare solo (depuis 2014)

### Anciens membres
- Mia Ståhl – chant féminin (1999–2002)
- Jo Enckell - chant féminin (2002–2010)
- Ruby Roque – chant féminin (2010–2013)
- Petter S. Freed – guitare (2002–2008)
- Anders Bertilsson – guitare (2009–2011)
- Michael Håkansson – basse (2005–2010)
- Daniel « Mojjo » Moilanen – batterie (2006–2007)
- Thomas Ohlsson – batterie (2009–2010)
- Tobben Gustafsson - batterie (2010–2013)

## Discographie
2014 :  There Is No Earth I Will Leave Unscorched (Auto-production)
1. DCLXI / Holy Ground Is Not Safe Anymore DCLXII / Behold As I Become the Great Cold Betrayer
2. DCLXIII / You I Smite, Servant of the Light
3. DCLXIV / Defy Those Words of Who Was, Who Is, and Who Is to Come
4. DCLXV / into the Mouth of Belial
5. DCLXVI / the Gospel of the Flesh and All His Sins

2017 :   Of Chaos and Carnal Pleasures ( Auto-production)
1. Blood Design

2. Sulphur
3. Reign
4. Allegiance
5. Perversion
6. Treacherous

2018 :  Death Ritual Covenant (Auto-production)
1. Death Ritual Covenant

2. The Eating of the Impure Young
3. Legions
4. Through Fire There Is Cleansing
5. Inferno
6. Solem